# Cosmești (gmina w okręgu Gałacz)
Cosmești – gmina w Rumunii, w okręgu Gałacz. Obejmuje miejscowości Băltăreți, Cosmești, Cosmeștii-Vale, Furcenii Noi, Furcenii Vechi i Satu Nou. W 2011 roku liczyła 5196 mieszkańców. 